# Józef Wanat
Józef Henryk Wanat (ur. 13 czerwca 1894 w Wójtowej, pow. gorlicki,  zm. 9–11 kwietnia 1940 w Katyniu) – podpułkownik łączności Wojska Polskiego, kawaler Orderu Virtuti Militari, ofiara zbrodni katyńskiej.

## Życiorys
Syn Wojciecha i Marianny z Zajchowskich, urodzony 14 czerwca 1894 w Wójtowej. Absolwent gimnazjum. Członek Oddziału „Sokoła" w Gorlicach. Od 1914 w Legionach Polskich. Po przeszkoleniu w zakresie łączności wcielony do 3 pułku piechoty. Odbył z pułkiem kampanię bukowińską, besarabską i wołyńską. Brał udział we wszystkich walkach pułku. 15 lutego 1918 z II Brygadą przeszedł przez kordon pod Rarańczą. Walczył pod Kaniowem. Po rozbiciu II Korpusu Polskiego, wstąpił do POW w Kijowie. Został aresztowany. Po ucieczce z więzienia, wstąpił do 4 Dywizji gen. Żeligowskiego na Kaukazie. Po powrocie do kraju wstąpił do Wojska Polskiego, zweryfikowany jako podporucznik, został przydzielony do 2 pułku piechoty Legionów na dowódcę plutonu łączności. Wraz z 2 pułkiem odbył całą kampanię wojny 1920 r. Został odznaczony orderem „Virtuti Militari” V kl., a we wniosku o jego nadanie, napisano m.in.:

W bitwie pod Polską Górą na Wołyniu, w listopadzie 1915 roku, swoją odwagą przyczynił się wybitnie do utrzymania łączności telefonicznej oddziałów liniowych z dowództwem pułku. Będąc komendantem patrolu telefonicznego naprawiał sam pięciokrotnie przerwaną linię telefoniczną, nie bacząc na gwałtowny ogień nieprzyjaciela. Niezależnie od tego, utrzymywał w tej bitwie przez 24 godziny ciągłą łączność, mimo niesłychanie trudnych warunków.

W okresie międzywojennym pozostał w wojsku. Służył w batalionach telegraficznych w Krakowie i Przemyślu. Od 1931 szef łączności 24 Dywizji Piechoty. Absolwent kursu łączności przy Wyższej Szkole Wojennej (1933). Od 1933 kierownik Wydziału Zaopatrzenia Technicznego w Dowództwie Łączności Ministerstwa Spraw Wojskowych. 19 marca 1937 awansowano go na stopień podpułkownika.
W czasie kampanii wrześniowej 1939, po agresji ZSRR na Polskę z 17 września 1939, dostał się do niewoli sowieckiej. W październiku 1939 był przetrzymywany w obozie przejściowym w Putywlu, a następnie od listopada 1939 przebywał w obozie jenieckim w Kozielsku. Między 7 a 9 kwietnia 1940 został przekazany do dyspozycji naczelnika Zarządu NKWD Obwodu Smoleńskiego – lista wywózkowa 015/2 z 5 kwietnia 1940, pozycja 73. Między 9 a 11 kwietnia 1940 zamordowany w Katyniu przez funkcjonariuszy Obwodowego Zarządu NKWD w Smoleńsku oraz pracowników NKWD przybyłych z Moskwy na mocy decyzji Biura Politycznego KC WKP(b) z 5 marca 1940. Ofiary tej zbrodni grzebano w bezimiennych mogiłach zbiorowych, gdzie od 28 lipca 2000 mieści się oficjalnie Polski Cmentarz Wojenny w Katyniu. W miejscu tym prowadzone były ekshumacje i prace archeologiczne. W 1943 jego ciało zostało zidentyfikowane w toku ekshumacji nadzorowanych przez Niemców pod numerem 1524 – raport dzienny z 8 maja 1943. Przy jego szczątkach znaleziono legitymację na prawo noszenia znaku łączności. Figuruje na liście Komisji Technicznej PCK pod numerem 01524, wskazany jako podpułkownik urodzony 13 lutego 1894. Ponadto został wymieniony na liście jeńców wojennych – generałów i oficerów starszych – z 28 października 1939. W Archiwum Robla w pakiecie 65-11, wspomniany w pamiętniku z września 1939 na jednej z kartek znalezionych przy szczątkach Jana Nelkena, a także we wpisie z 16 października 1939 (pakiet 02595-04), w pamiętniku znalezionym przy szczątkach Michała Benescha.
5 października 2007 minister obrony narodowej Aleksander Szczygło mianował go pośmiertnie na stopień pułkownika. Awans został ogłoszony 9 listopada 2007 w Warszawie, w trakcie uroczystości „Katyń Pamiętamy – Uczcijmy Pamięć Bohaterów”.

### Życie prywatne
Żonaty z Jadwigą z Łabędzkich, miał córki Danutę (ur. 5 stycznia 1923) i Halinę (ur. 9 lutego 1926).

## Awanse
- podporucznik – 1918
- porucznik – 1921
- kapitan – 1922
- major –1928
- podpułkownik – 1937

## Ordery i odznaczenia
- Krzyż Srebrny Orderu Wojskowego Virtuti Militari nr 7401 – 17 maja 1922[23][4][1][2][24]
- Krzyż Niepodległości – 6 listopada 1931 „za pracę w dziele odzyskania niepodległości”[25][2][3]
- Krzyż Walecznych czterokrotnie[3]
- Złoty Krzyż Zasługi – 11 listopada 1936)[26]
- Medal Pamiątkowy za Wojnę 1918–1921[27][3]
- Medal Dziesięciolecia Odzyskanej Niepodległości[27][3]
- Medal Zwycięstwa (Médaille Interalliée)[27][3]
- Krzyż Honorowy 3 pp Legionów Polskich[27]
- Odznaka II Brygady Legionów Polskich[27]